# Aldona Česaitytė-Nenėnienė
Aldona Nenėnienė-Česaitytė (Daugirdai, 13 de octubre de 1949, Kaunas, 3 de abril de 1999)  fue una jugadora de balonmano soviética y lituana doble campeona olímpica. 

## Trayectoria
Nacida como Aldona Česaitytė en la aldea de Daugirdai, municipio del distrito de Alytus compitió en los Juegos Olímpicos de Verano de 1976 y en los Juegos Olímpicos de Verano de 1980.
Completó 4 grados en la escuela primaria Daugirdai y estudió en la escuela secundaria Krokialaukis. Después de graduarse de la escuela secundaria en 1968, ingresó en el Instituto Estatal de Educación Física de Lituania, donde se graduó en 1972.
Se formó en los equipos de las Sociedades deportivas, como miembro del Žalgiris Kaunas. Capitaneó el equipo de 1971 a 1982 con el que consiguió ser 7 veces campeona de Lituania (1970, entre 1973 Y 1976, 1978, 1980).
Jugadora de la selección nacional de la URSS de 1974 a 1982, ganó medallas de plata y bronce en el Campeonato Mundial de 1975 y fue campeona olímpica en 1976 y 1980. Terminó su carrera deportiva en 1982. Trabajó como instructora en el Comité de Educación Física y Deportes de Kaunas y como profesora de educación física en la Escuela Superior de Economía de Kaunas. En 2012, se inauguró una placa conmemorativa cerca de la casa donde vivía en el pueblo de Daugirdai. Ciudadano honorario del distrito de Alytus (2012). 
En 1976 se convirtió en Maestra Honorable de Deportes de la URSS.
En los Juegos Olímpicos de Verano de 1976 ganó la medalla de oro con el equipo soviético y cuatro años más tarde formó parte del equipo soviético que ganó nuevamente la medalla de oro. 
En 1980, Aldona Česaitytė–Nenėnienė se proclamó campeona de los XXII Juegos Olímpicos de Moscú, aportando a Lituania su segunda medalla de oro.
Con el Žalgiris Kaunas ganó 3 copas lituanas y consiguió un segundo puesto en el campeonato soviético de 1978.

## Vida personal
Trabajó como instructora en el Comité de Educación Física y Deportes de Kaunas y como profesora de educación física en la Escuela Superior de Economía de Kaunas. En 2012, se inauguró una placa conmemorativa cerca de la casa donde vivía en el pueblo de Daugirdai.
Es Ciudadana de Honor del distrito de Alytus desde el 2012.